# Kangayampalayam
Kangayampalayam é uma vila no distrito de Coimbatore, no estado indiano de Tamil Nadu.

## Demografia
Segundo o censo de 2001,  Kangayampalayam  tinha uma população de 3845 habitantes. Os indivíduos do sexo masculino constituem 51% da população e os do sexo feminino 49%. Kangayampalayam tem uma taxa de literacia de 72%, superior à média nacional de 59.5%: a literacia no sexo masculino é de 80% e no sexo feminino é de 64%. Em Kangayampalayam, 7% da população está abaixo dos 6 anos de idade.